# Seminara
Seminara ist eine italienische Stadt in der Metropolitanstadt Reggio Calabria in Kalabrien mit 2457 Einwohnern (Stand 31. Dezember 2023).

## Lage und Daten
Seminara liegt 48 km nördlich von Reggio Calabria am Nordhang des Aspromonte. Die Nachbargemeinden sind Bagnara Calabra, Gioia Tauro, Melicuccà, Oppido Mamertina, Palmi, Rizziconi, San Procopio. Der Ort besteht aus dem Hauptort Seminara und den beiden Ortsteilen S. Anna di Seminara und Barritteri. Die Einwohner leben hauptsächlich von Landwirtschaft und Handwerk.
Beim Erdbeben von Messina 1908 wurde die Stadt zerstört und danach wieder neu aufgebaut. Dadurch hat sie ein regelmäßiges Straßennetz.

## Sehenswürdigkeiten
Im Ort ist der Gemeindepalast sehenswert. In den Kirchen S. Michele und S. Antonio stehen Statuen aus dem 16. Jahrhundert.

## Kultur

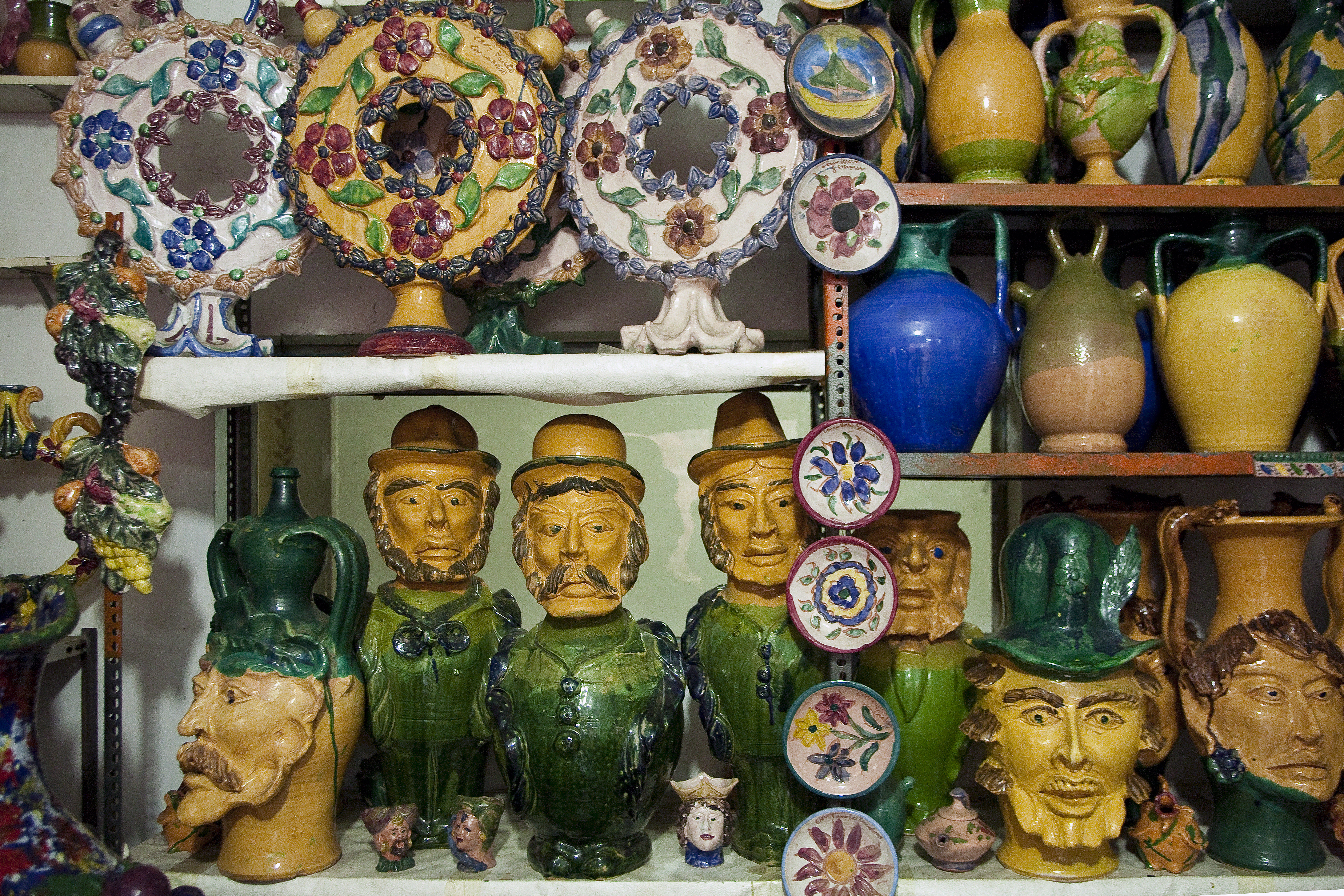
Keramik aus Seminara

Seminara ist über die Regionalgrenzen hinaus bekannt für die eigenwillige Keramik, die in langer, höchstwahrscheinlich griechischer  Tradition ausschließlich in Handarbeit hergestellt wird. Berühmt sind vor allem die maschere, die den malocchio, den bösen Blick, abhalten sollen.

## Persönlichkeiten
- Bernardo Barlaam, genannt Barlaam von Kalabrien (1290–1348), Theologe und Philosoph